# الضحاك فوقاني
الضحاك فوقاني قرية سوريّة تتبع إداريّاً لمحافظة حلب منطقة عفرين ناحية راجو، بلغ تعداد سكانها 85 نسمة حسب التعداد السكاني لعام 2004.